# Герой её романа (фильм, 1999)
«Герой её романа» (англ. Paperback Hero) — австралийская романтическая кинокомедия.

## Сюжет
Водитель мощного грузовика Джек Уиллис очень крут. При этом он втайне занимается написанием любовных женских романов. Понимая, что не избежит насмешек коллег, если они узнают об этой стороне его жизни, Джек берёт в качестве литературного псевдонима имя своей знакомой Руби Вэйл — молодой и озорной лётчицы.
Однажды в их пыльном городишке, олицетворяющем австралийскую глубинку, появляется знаменитая издательница Зигги Кин, желающая подписать крупный контракт с «Руби Вэйл». Джеку, ради сохранения своей тайны, приходится пуститься в сложную игру: для начала, он должен уговорить Руби подыграть ему и отправиться вместе с ним в рекламное турне, изображая «писательницу»…

## В ролях
| Актёр            | Роль        |
| ---------------- | ----------- |
| Хью Джекман      | Джек Уиллис |
| Клодия Кэрван    | Руби Вэйл   |
| Энджи Милликен   | Зигги Кин   |
| Эндрю С. Гилберт | Хэмиш       |
| Жанни Дринан     | Сьюзи       |